# Aplomya
Aplomya – rodzaj muchówek z rodziny rączycowatych (Tachinidae).

## Wybrane gatunki
- A. confinis (Fallén, 1820)[4]
- A. distincta (Baranov, 1931)[4]
- A. flavisquama (van der Wulp, 1893)[5][4]
- A. latimana Villeneuve, 1934[4]
- A. metallica (Wiedemann, 1824)[5][4]
- A. seyrigi Mesnil, 1954[4]
- A. theclarum (Scudder, 1887)[2]